# Rapieră (armă)

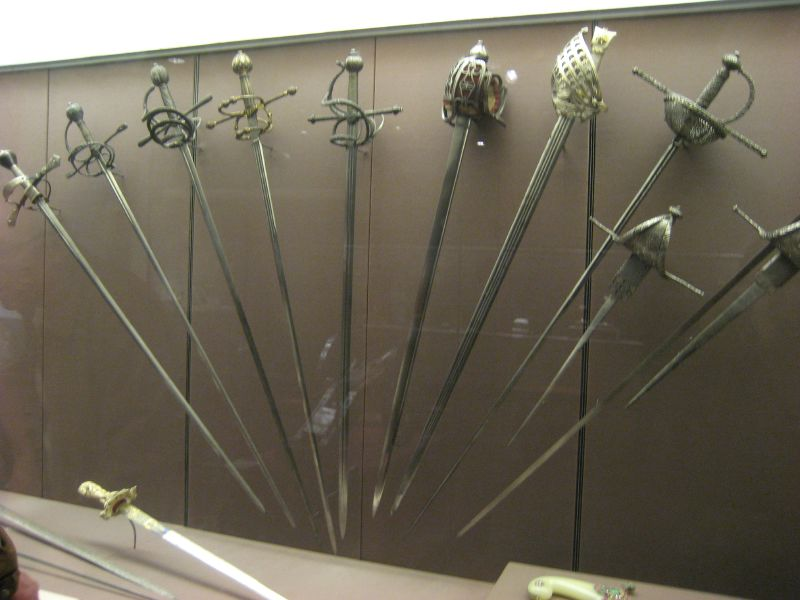
Mai multe feluri de rapiere

Rapiera este o spadă cu lama dreaptă foarte zveltă, fină, având unul sau două tăișuri și garda complexă care acoperă pumnul. Utilizarea ei era preponderentă în dueluri. Aceasta a fost folosită în Europa modernă timpurie în secolele XVI și XVII.

## Vezi și
- Floretă
- Sabie